# Ildikó Manasses
Ildikó Manasses (Cluj-Napoca, 16 dicembre 1968) è un'ex cestista rumena.

## Carriera
Con la Romania ha disputato i Campionati europei del 1987.